# Gaujacq
Gaujacq település Franciaországban, Landes megyében. Lakosainak száma 436 fő (2022. január 1.). Gaujacq Amou, Bastennes, Bergouey, Brassempouy, Castel-Sarrazin és Caupenne községekkel határos.

## Népesség
A település népességének változása:
| Lakosok száma | 501  | 453  | 446  | 440  | 445  | 440  | 435  | 431  | 433  | 436  |
|               | 1968 | 1982 | 1990 | 2006 | 2013 | 2015 | 2017 | 2019 | 2020 | 2022 |